# 所罗门群岛海雕
所罗门群岛海雕（Icthyophaga sanfordi）是一種分佈于所羅門群島的海雕。

## 簡介
所罗门群岛海雕被美國自然歷史博物館的一名保管人Dr. Leonard Sanford發現及命名。而第一次描述所羅門群島海雕的人是Ernst Mayr博士，他于1935年第一次描述所罗门群岛海雕。所罗门群岛海雕的身體的長度可達到64釐米至90釐米，重量則可達到2.3-2.5公斤。所罗门群岛海雕的翼的長度則在165-185釐米之間。它是所羅門群島唯一的大型猛禽。
所罗门群岛海雕的繁殖時期處於每年的八月至十月之間，每次產兩粒蛋。
食物主要包括飛狐、魚、軟体類、螃蟹、龜和海蛇。
所罗门群岛海雕與白腹海雕的親緣關係十分密切，應該是從一百萬年以前開始才逐漸分離開來，很可能比中更新世）（大約十萬年前）還要晚。這兩種海雕都具有南方海雕的深色的喙、爪和眼睛。
所罗门群岛海雕的图象常常出现在所罗门群岛发行的邮票上。

## 外部連結
- Birdlife factsheet （页面存档备份，存于）
- 所罗门群岛海雕的資料，于IUCN網站[永久]